# 隆武
隆武（りゅうぶ）は、中国、南明政権（明の亡命政権）の隆武帝朱聿鍵の治世で使われた年号。1645年7月 - 1646年。

## 改元
弘光元年（1645年）閏6月15日、清軍に捕らえられた弘光帝に代わり、福州において唐王朱聿鍵が皇帝に即位（隆武帝）、年号を「隆武」と定め、その年の7月1日を以って改元した。
しかし、隆武2年8月28日、隆武帝（朱聿鍵）もまた清軍に捕らわれたため、11月5日に隆武帝の弟、朱聿𨮁が広州で即位した。年号を「紹武」と定め、踰年改元法に則り、翌年（1647年）1月1日を以って紹武元年に改元する予定であったが、12月15日に清軍の攻撃を受け紹武帝（朱聿𨮁）が自害したことにより、紹武年号は施行されなかった。
一方、この年の11月18日には、弘光帝の従兄弟にあたる永明王朱由榔も肇慶で皇帝に即位し（永暦帝）、年号を「永暦」と定め、踰年改元法に則り、翌年1月1日を以って永暦元年に改元した。

## 西暦等との対照表
| 隆武 | 元年    | 2年    |
| 西暦 | 1645年  | 1646年 |
| 干支 | 乙酉    | 丙戌   |
| 清   | 順治2年 | 3年    |